# Примитивная изоляция
Не путать с Изоляция аффекта
Примити́вная изоля́ция (иногда просто изоля́ция) — психический процесс, относимый к механизмам психологической защиты. Заключается в уходе от напряжения в другое психическое состояние. Защи́тное или аутисти́ческое фантази́рование может пониматься как форма примитивной изоляции.

## Описание
Примитивная изоляция — это способ снять психологическое напряжение путём ухода от взаимодействия с реальностью. Это одна из самых первых защит, которыми начинает пользоваться человек в своей жизни: довольно часто можно видеть, как младенец засыпает, чтобы справиться с переизбытком собственных эмоций. Школьник, отчитываемый преподавателем, может в этот момент «витать в облаках» фантазий. Иные люди, зачастую, могут использовать с той же целью психоактивные вещества. Человек, применяющий для защиты примитивную изоляцию, может производить впечатление погружённого в себя и не реагирующего на внешние воздействия.
Важная особенность этой защиты — она практически не требует от человека искажения воспринимаемой им реальности. Воспринимаемая реальность остаётся той же, но человек психологически изолируется от неё. Более того, зачастую восприятие реальности теми, кто чрезмерно полагаются на примитивную изоляцию, оказывается значительно более тонким и чувствительным, чем у других людей, из чего некоторые исследователи выдвигают гипотезу, что склонность к примитивной изоляции есть следствие врождённой сверхчувствительности.
Очевидным негативным следствием применения этой защиты являются проблемы в социальных контактах. Человек самоисключается из межличностных контактов ради сохранения внутреннего спокойствия. Это особенно вредит взаимоотношениям с любимыми людьми, которые не получают необходимой им обратной реакции, а также может мешать установлению терапевтического контакта в психоанализе и некоторых других видах психотерапии.

## Связь с психическими расстройствами и типами личности
Наиболее часто эта защита используется шизоидными личностями.